# Agência Pan-Africana de Notícias
A Agência Pan-Africana de Notícias (em francês:  Agence panafricaine de presse ou em inglês:  Pan-African News Agency; PanaPress) é uma agência noticiosa africana com sede em Dacar, no Senegal. Foi fundada pela Organização da Unidade Africana a 20 de julho de 1979 em Adis Abeba e relançada pela Organização das Nações Unidas para a Educação, a Ciência e a Cultura em 1993. A agência publica as notícias em quatro línguas, árabe, francês, inglês e português e trabalha em colaboração com a UNESCO.

## História
A Agência Pan-Africana de Notícias foi fundada a 20 de julho de 1979 na capital etíope Adis Abeba, por uma convenção assinada pelos ministros africanos da Informação da Organização da Unidade Africana. A Agência Pan-Africana de Notícias assumiu as atividades da União das Agências Africanas de Informação (em francês:  Union des agences d'informations Africaines), que havia sido criada na capital tunisina Tunes em abril de 1963.
A Agência Pan-Africana de Notícias iniciou as suas actividades a 25 de maio de 1983, sendo uma agência especializada da Organização da Unidade Africana. Sua sede está situada em Dacar, no Senegal e possui escritórios regionais em Cartum, no Sudão; Lusaca, na Zâmbia; Quinxassa, na República Democrática do Congo; Lagos, na Nigéria; Trípoli, na Líbia e em Luanda, Angola.

## Tratados e protocolos pertinentes
- Carta da Organização da Unidade Africana, adotada a 23 de maio de 1963. A África do Sul foi admitida na Organização da Unidade Africana a 23 de maio de 1994, e a Carta tornou-se vinculativa para o país na mesma data.
- Convenção da Agência Pan-Africana de Notícias

Todos os Estados-membros da Organização da Unidade Africana também são membros da Agência Pan-Africana de Notícias. A África do Sul aderiu oficialmente à Agência Pan-Africana de Notícias, após aderir à Organização da Unidade Africana a 23 de maio de 1994. A Sétima Sessão Ordinária da Conferência dos ministros africanos da Informação foi realizada em outubro de 1994 em Sun City, onde foi a primeira vez que uma atividade relacionada com a Organização da Unidade Africana teve lugar no território sul-africano.